# Holbæk
Pour la commune à laquelle la ville donne son nom, voir Holbæk (commune).
Holbæk est une ville danoise, chef-lieu de l’agglomération de Holbæk. La ville se trouve dans le nord-est du Sjælland, le long des côtes du fjord de Holbæk, prolongement du fjord d'Isefjord, à une soixantaine de kilomètres à l'ouest de Copenhague. Holbæk est un foyer commercial et industriel pour la région environnante. Par le rail, Holbæk est desservie par la ligne du Danske Statsbaner reliant Roskilde à Kalundborg. La ligne régionale du Sjælland occidental relie Holbæk à Nykøbing Sjælland par le rail. C'est aussi une plate-forme pour les autobus Movia. Holbæk possède un port maritime actif qui accueille les ferries desservant l’île d’Orø. Il y a non loin de là une marina étendue.

## Histoire

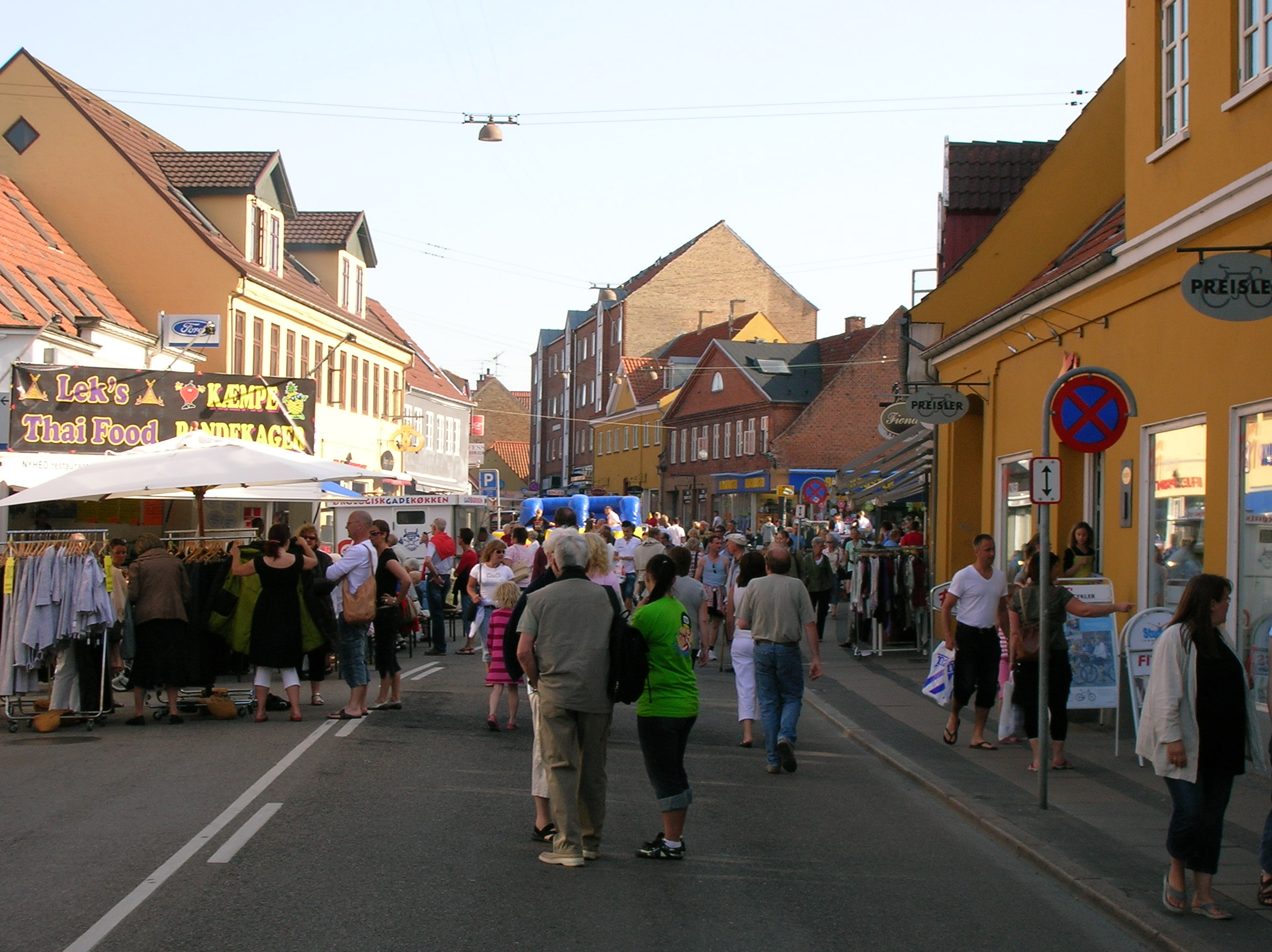
Une rue de marché.

Holbæk est mentionnée pour la première fois comme « Holbækgaard » dans une lettre d’Absalon datée du 8 juin 1199, où il fait donation de la plus grande partie de ses terres au monastère de Sorø. Puis elle apparaît dans le livre-terrier de Valdemar le Victorieux en 1231. Valdemar fait construire le fort de Holbæk Slot en 1236.
Holbæk se met alors à prospérer, sans faire plus parler d'elle avant 1400, lorsque Marguerite Ire y convoque sa cour pour la prise de possession de territoires dans le Jutland. Cet événement est sans doute à l'origine du dessin du premier sceau de la ville, où l'on voit trois arbres au bord de l'eau.

## Loisirs
Holbæk est connue pour sa salle de concert de Musikhus Elværket, une centrale thermique reconvertie.
Le club de football local est Holbæk B&I.

## Célébrités
- Mads Mensah Larsen, handballeur
- Inga Nielsen, cantatrice
- Christian Poulsen, footballeur
- Aage Stentoft, compositeur

## Jumelages
Holbæk est jumelée avec :
- Celle, Allemagne[2] ;
- Dorchester (Dorset), Royaume-Uni. Les deux villes souhaitaient collaborer pour les pièces de théâtre de leur folklore propre. Des troupes d'acteurs des deux villes se sont produits ensemble dans les deux pays au début des années 1990, jusqu'à la conclusion de l'accord de jumelage en 1992[3] ;
- Botevgrad, Bulgarie.

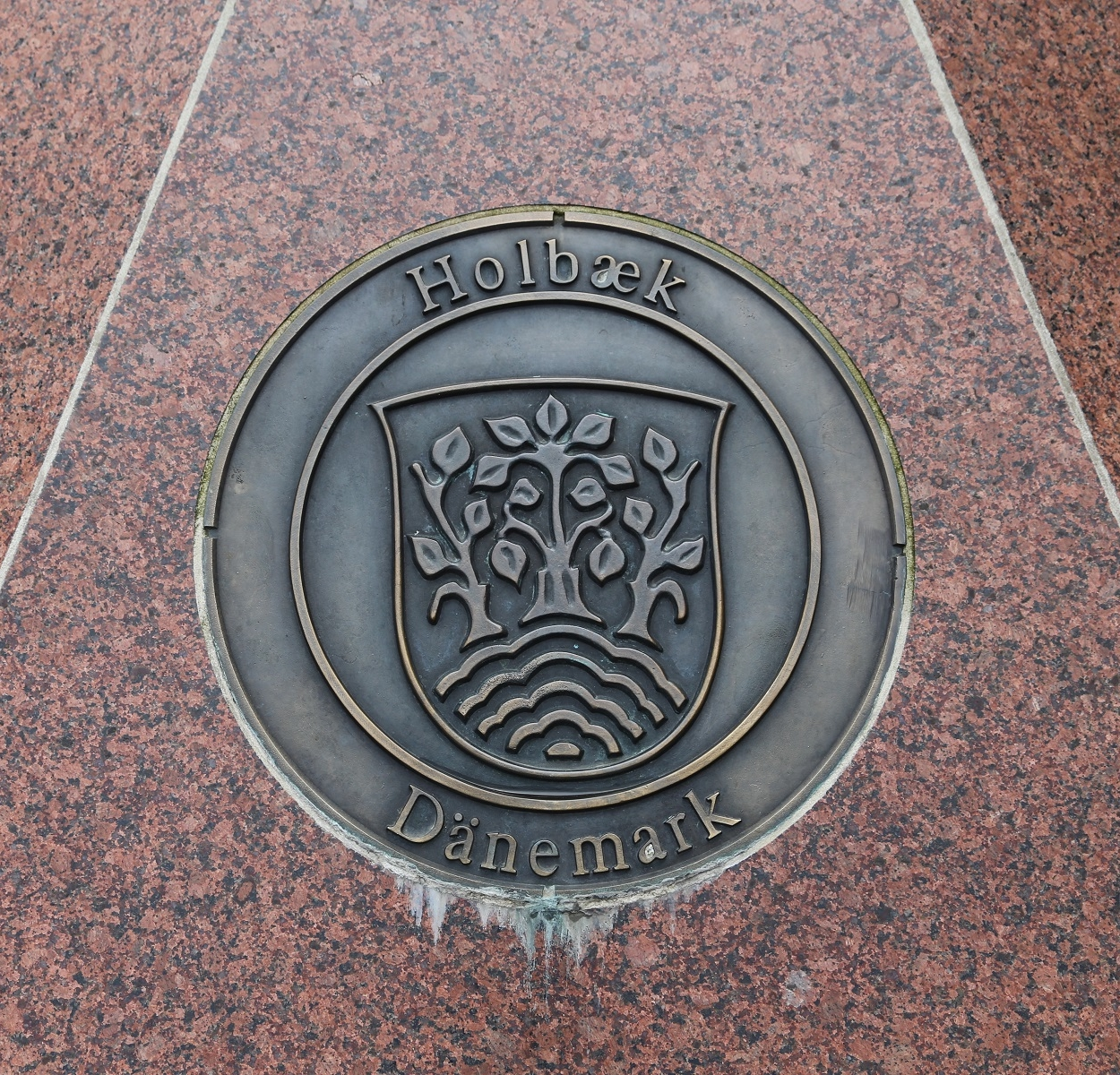
Blason à jumelage Celle (Allemagne).